# Teufelshorn
Teufelshorn är en bergstopp i Österrike.   Den ligger i distriktet  Lienz och förbundslandet Tyrolen, i den centrala delen av landet. Toppen på Teufelshorn är 3 680 meter över havet.
Teufelshorn ligger intill Grossglockner. Närmaste större samhälle är Matrei in Osttirol, 14,6 km sydväst om Teufelshorn. 
Trakten runt Teufelshorn består i huvudsak av kala bergstoppar och isformationer.